# 人民民主党 (沙特阿拉伯)
人民民主党（阿拉伯语：‎）是沙特阿拉伯历史上的一个政党和劳工组织。1965年，由人民民主阵线发展而来。1969年末，该党与民族革命组织合并，并于1970年正式宣布成立人民民主党。

## 党纲
人民民主党的指导思想为马克思列宁毛主义。
1. 兼顾阿拉伯半岛各民族阶级和各类人民的社会和政治利益的民族民主视野；
2. 以群众暴力推翻政权的道路：这是指导党的一切策略的战略道路，必须领导人民斗争进程的发展。

## 与沙特政府关系
1953年—1969年，该党及其干部遭到沙特阿拉伯政府的逮捕，1972年，逮捕运动愈演愈烈。沙特阿拉伯的费萨尔国王遇刺身亡后，哈立德国王继任并发布皇家赦令，该党流亡在外的干部陆续回国，而秘书长伊沙克·谢赫（化名阿卜杜拉·穆罕默德）继续流亡。

## 与巴勒斯坦各派的关系
政治潮流中流传着该党为巴勒斯坦解放组织在沙特阿拉伯的卫星党，但该党否定了这一传言。因为该党在1953年就已存在，这早于巴勒斯坦的所有政党，且该党定期发行刊物《新半岛》。

## 知名人物
拉卡·杜莱米是该党的著名活动家，他曾在戈兰高地与巴勒斯坦革命组织一同作战，后来被以色列人俘虏。